# Tricorynus arizonicus
Tricorynus arizonicus är en skalbaggsart som beskrevs av White 1965. Tricorynus arizonicus ingår i släktet Tricorynus och familjen trägnagare. Inga underarter finns listade i Catalogue of Life.